# Ana Betancourt
Ana Betancourt (14 tháng 12 năm 1832 Camagüey, Cuba – ngày 7 tháng hai, năm 1901 Madrid, Tây Ban Nha) là một người phụ nữ Cuba đã có vai trò quan trọng trong cuộc chiến tranh giành độc lập của nước này từ Tây Ban Nha. Ở Cuba, bà được coi như một nữ anh hùng.

## Tiểu sử
Ana Betancourt xuất thân từ một gia đình giàu có sở hữu nhiều đất đai và là một trong những người đầu tiên đấu tranh cho phụ nữ ở Cuba. Trong cuộc chiến tranh giành độc lập cho Cuba từ Tây Ban Nha, cũng như những người phụ nữ khác, được gọi là Mambisas, bà đã tham gia tuyên truyền, làm y tá và chiến đấu.Trong năm 1869, bà đã phát biểu trước Quốc hội lập hiến của những người Cuba yêu nước tại Guáimaro, nêu lên sự liên hệ giữa việc giải phóng phụ nữ, bãi bỏ chế độ nô lệ và đấu tranh chống chế độ thực dân. Mặc dù gặp rất nhiều khó khăn, bà vẫn sống trong rừng với những người cách mạng.
Vào ngày 9 tháng bảy 1871, Ana Betancourt và chồng, nhà yêu nước Ignacio Mora de la Braga đã bị bắt một cách bất ngờ bởi quân Tây Ban Nha. Bà bị kết án lưu đày ở Tây Ban Nha nơi bà sống nốt cuộc đời còn lại và không bao giờ nhìn thấy de la Pera thêm một lần nào nữa. Bà vẫn tiếp tục đấu tranh cho độc lập của Cuba.
Ở tuổi 69 (năm 1901), Ana Betancourt được phép trở về quê hương, nhưng bà bị viêm phổi và qua đời trước khi khởi hành. Bà được chôn cất ở Tây Ban Nha. Năm 1968, bà được cải táng về nghĩa trang của Lực lượng vũ trang cách mạng Cuba ở La Habana.

## Tưởng niệm
Cuba đã đặt ra Huân chương Ana Betancourt để trao tặng cho những người phụ nữ Cuba có cống hiến to lớn cho sự nghiệp cách mạng của nước này và quốc tế. Ban đầu, nó là giải thưởng của Hội Liên hiệp phụ nữ Cuba, nhưng đã trở thành Huân chương Nhà nước từ năm 1979. Bà Võ Thị Thắng là người nước ngoài duy nhất được nhận Huân chương này.
Trường Ana Betancourt dành cho nữ sinh nông thôn được thành lập để tưởng niệm bà.